# 卢布奈格湖
盧布奈格湖（Loch Lubnaig）是座位於蘇格蘭高地斯特靈議會區，卡蘭德（Callander）附近的小型淡水湖。位於珀斯郡的前縣，盧布奈格湖亦是羅夢湖和朝塞斯山國家公園（Loch Lomond and The Trossachs National Park）的一部分。
盧布奈格湖依位在本萊迪山（Ben Ledi）和本沃里奇山（Ben Vorlich）兩處的空間之中。盧布奈格湖灌取北部的巴爾瓦格河（Balvaig River），到南部的加爾布維斯河（Garbh Uisge）排外流出。可從岸邊釣魚，在北端尾處則可租用獨木舟。另外，東湖濱的兩個停車場提供了能行但有時很忙的獨木舟啟程點。
卡蘭德與奧本鐵路過去是經過該湖的路線，往沿湖西岸延伸。該路線現以變為國家自行車網（National Cycle Network）之 “路線7”使騎自行車和步行的遊客可藉由此路線經過盧布奈格湖，該路線長達9英里（14公里），位於卡蘭德與斯特拉西爾（Strathyre）之間。

## 圖集

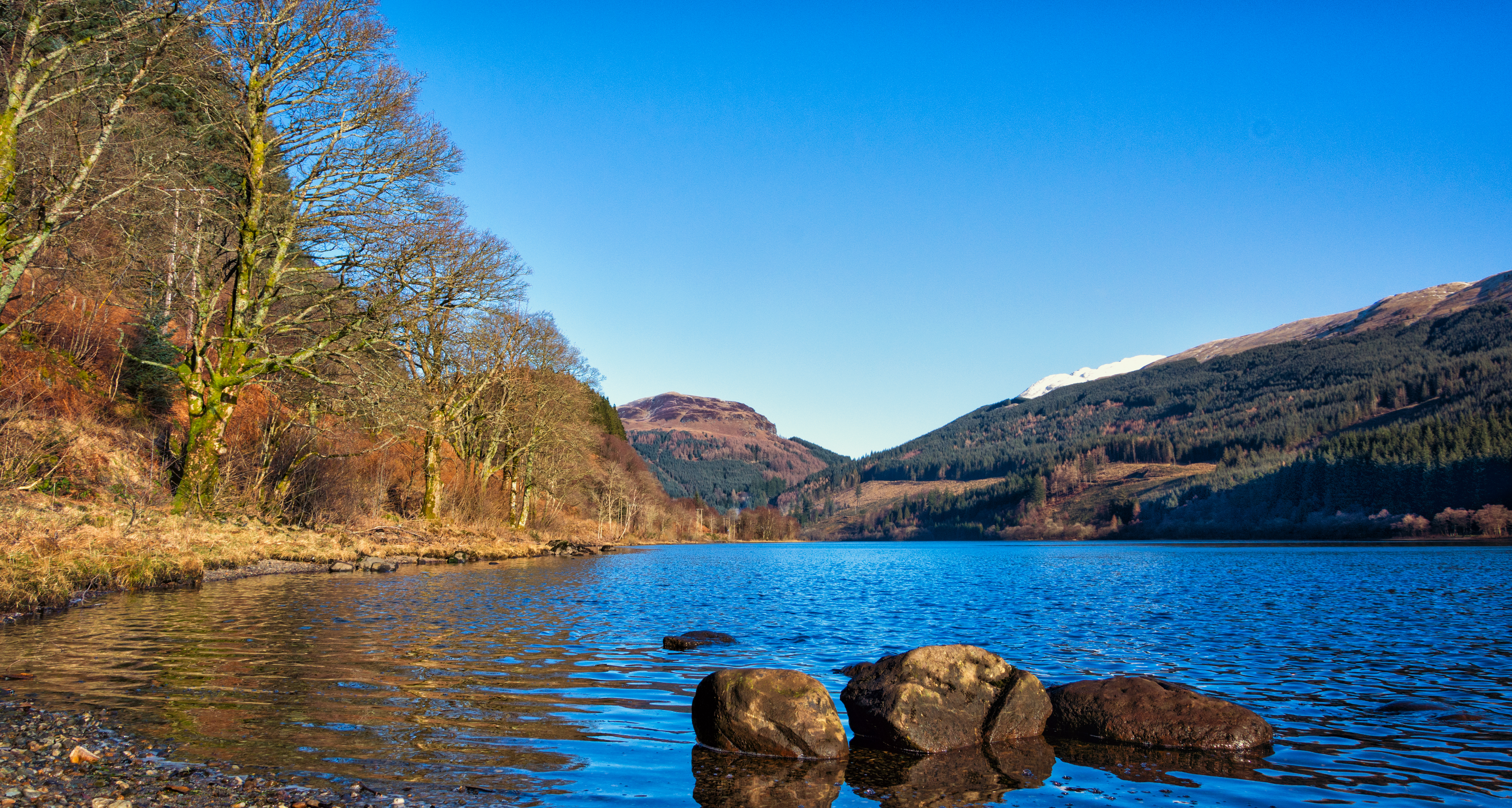
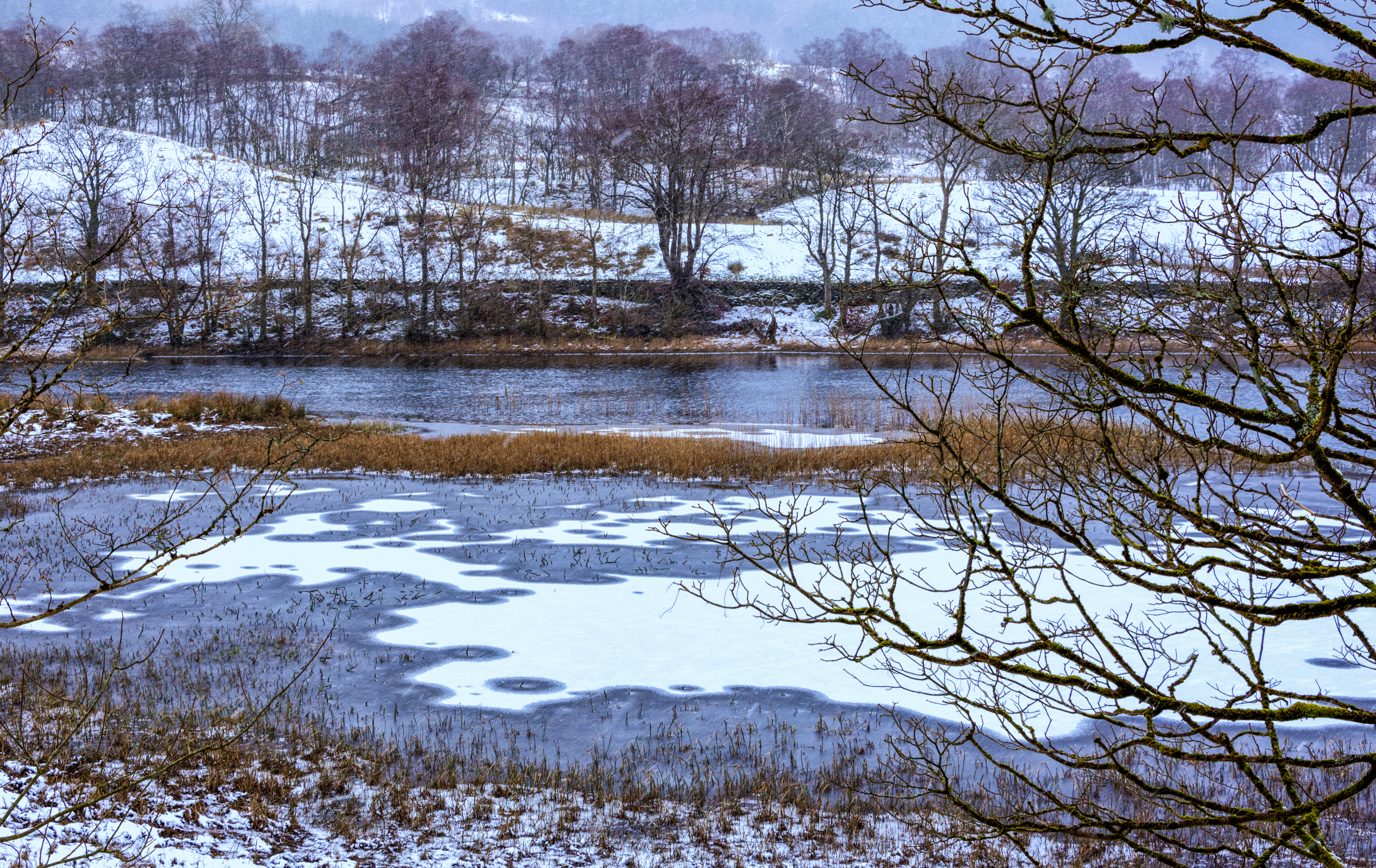
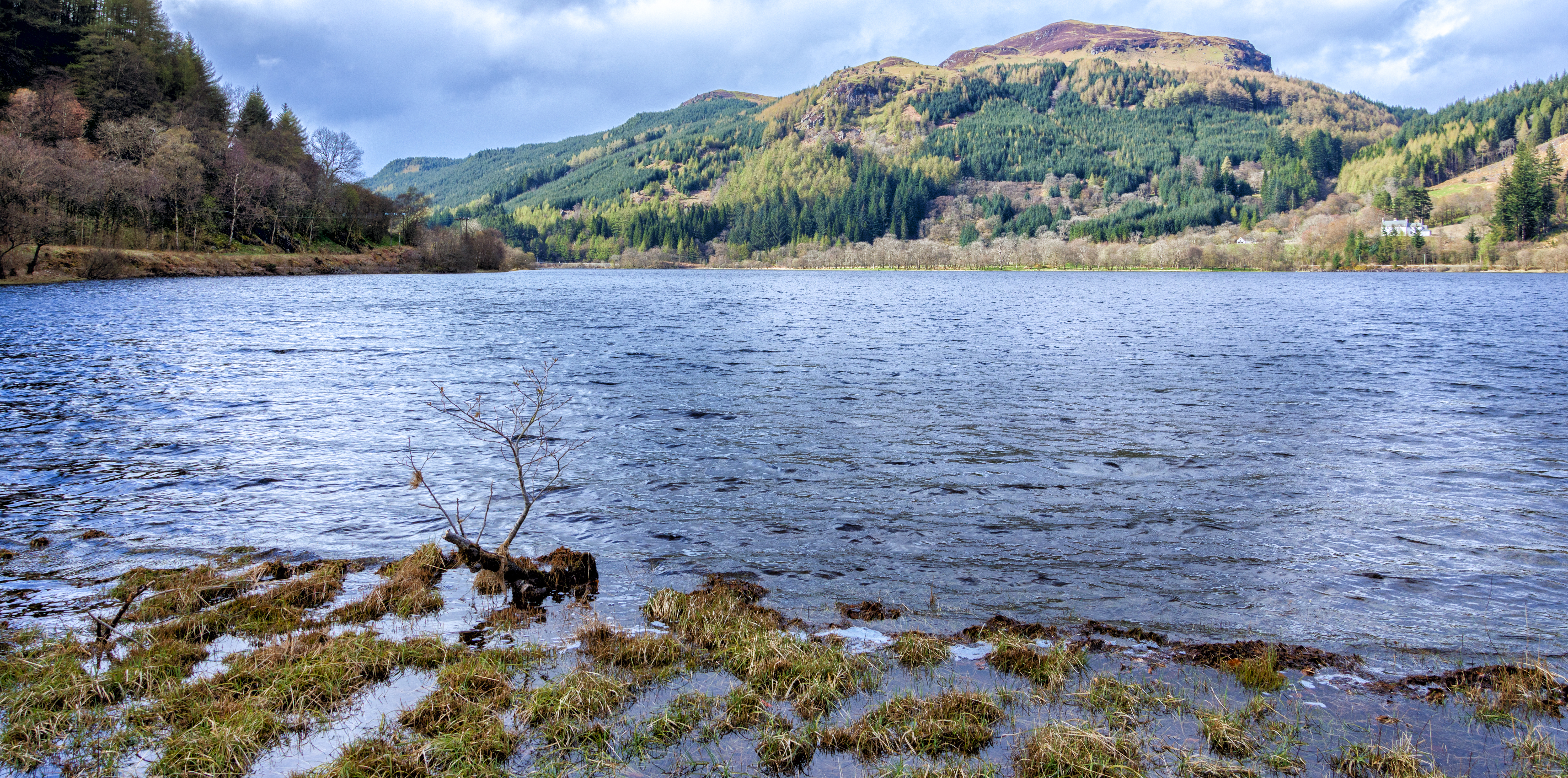
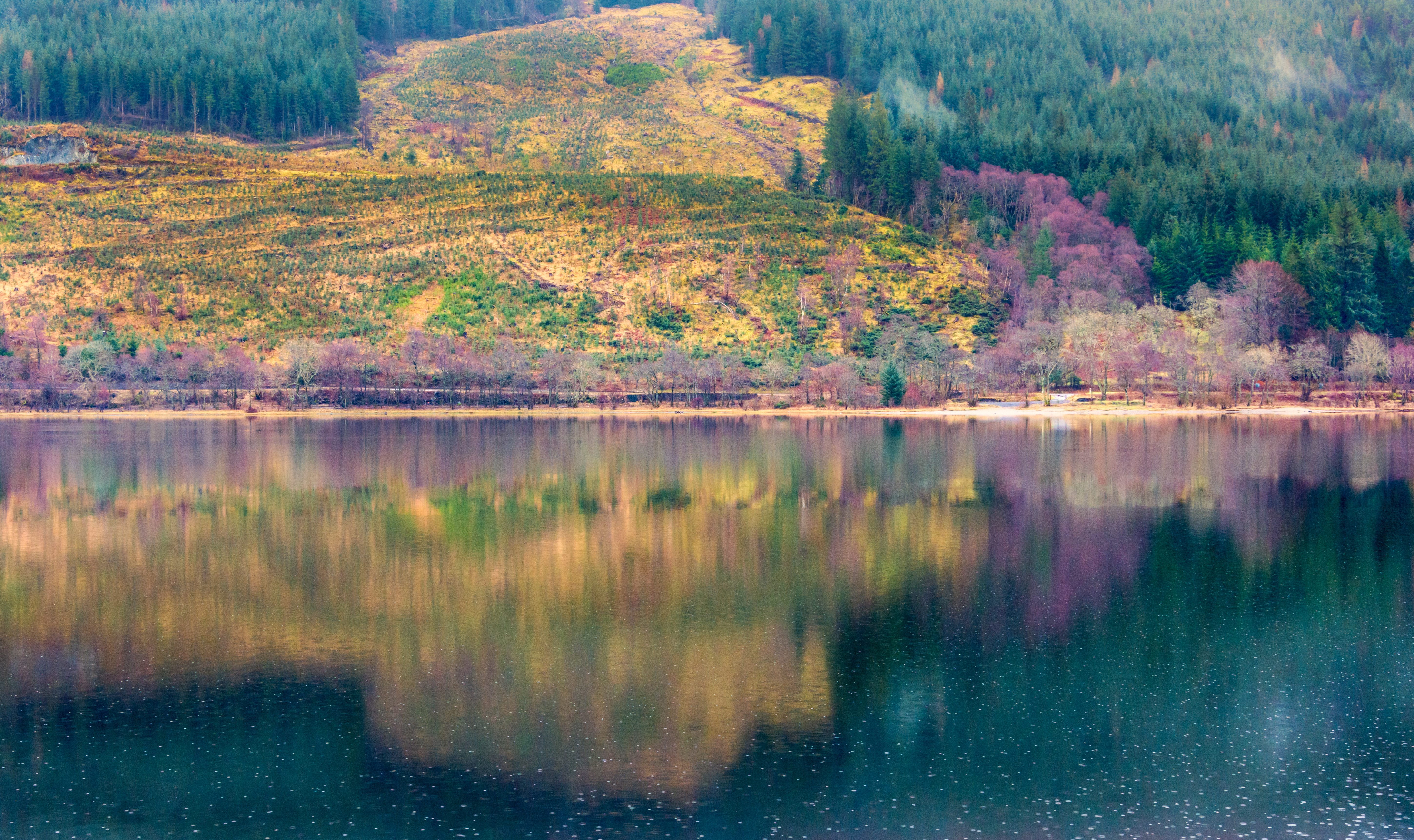